# Iyashi
Iyashi (japanisch 癒やし , いやし; englisch. healing; deutsch Heilung, Trost) ist ein in Japan seit den 1990er Jahren verstärkt kursierender Begriff, der ein durch Medien, Publizistik, Konsummarkt und Lifestyle-Design-Produzenten der Werbefirmen geprägtes Konzept von „Heilung“ erschöpfter oder depressiv verstimmter Menschen der Gegenwart beschreibt. Das Wort hebt sich ab vom Gebrauch im medizinischen oder religiösen Kontext.

## Entstehung und soziokulturelle Bedeutung des Konzepts
Iyashi war als Adaption des westlichen „Healing“-Konzepts ursprünglich eine Facette der japanischen Esoterikrezeption der 1970er Jahre. Unter dem Motto (iyashi) entstand dann in den 1990er Jahren ein größeres kommerzielles Angebot an diversen Erzeugnissen, die „Trost und Heilung“ für eine von Stress gequälte Gesellschaft bereitstellen sollten; besonders populär wurden diese vor allem nach dem Erdbeben in Kôbe und dem AUM-Schock im März 1995 sowie im Zuge der Wirtschaftskrise 1997.
Zu den Konsumprodukten im Bereich iyashi zählen Spielzeuge und Stofftiere wie z. B. der Ende der 1990er beliebte Tarepanda たれぱんだ von San-X, Musik, Literarisches, Manga und Anime sowie die populäre Ratgeberliteratur (生き方の本 ikikata no hon). Diese Schriften versprechen seelische Wellness und beziehen sich auf vielerlei Bereiche; sie behandeln Fragen des Sinns, der Spiritualität, der psychosozialen Gesundheit und der Identitäts- und Glücksfindung, widmen sich aber vor allem auch der Überwindung von Traumata, etwa verbunden mit den Erfahrungen von „Fukushima“. Die japanische Ratgeberliteratur reagiert auf (und verstärkt diese gleichzeitig als Lifestyle-Design und Identitätsangebot) bestimmte psychosoziale Trends und zäsurale Ereignisse („Post-AUM-Ära“, „Post-Fukushima-Ära“) ebenso wie auf zeitgeschichtliche Verläufe und soziopolitische Setzungen. Sie ist seit einigen Jahren auch auf dem globalen Buchmarkt erfolgreich – zu nennen sind etwa die Bücher von Marie Kondo und Ken Mogi. Die japanische Unterhaltungs- bzw. Schemaliteratur baut ebenso nicht selten auf das Konzept, um, wie es oft in der Verlagsprosa heißt, den Lesern und Leserinnen „Mut zu machen“. Auch Literatinnen rezipieren den Trend wie Banana Yoshimoto, der man eine Nähe zum japanischen New Age, attestieren kann, die zuerst der japanischen Religionswissenschaftler Susumu Shimazono (島薗 進 Shimazono Susumu) als seishin sekai 精神世界 / „spirituelle Welt“ erschloss.
Den als Healing-Boom bezeichneten Trend zur Heilung repräsentiert der Begriff iyashi-kei 癒し系, der oft eine ironische Distanz zur Inflation des „Heilsamen“ beinhaltet. Zunächst diente das Wort zur Bezeichnung von Manga und Anime mit iyashi-Thematik, deren Lektüre dem Leser zu Entspannung verhelfen soll, es kann aber zudem auf andere Bereiche und auch auf Personen angewandt werden – man denke an iyashi-kei  Fernsehmoderatoren oder Pin-Up-Girls aus den einschlägigen für Männer gedachten Heften (gurabia グラビア). Als neueres iyashikei-Manga sei My Roommate is a Cat (englisch 2021; japanisch 2015) von Tsunami Minatsuki und As Futatsuya genannt. Ganz allgemein hat die sogenannte japanische Katzenliteratur (neko bungaku) eine starke Tendenz zum iyashi-Modus, während der Bedarf an Heilung und Trost in den letzten Jahren steigt und wohl noch weiter steigen wird. Unter dem Terminus „Resilienz“ wird im globalisierten Medienverbund seit 2020 eine neue psychosoziale Anforderung popularisiert, für deren Erzeugung wiederum viel iyashi vonnöten sein mag.